# L'aquilone
L'aquilone (Le cerf-volant) è un film del 2003 diretto da Randa Chahal Sabag.

## Riconoscimenti
- Leone d'argento - Gran premio della giuria al Festival di Venezia